# Векшор
Векшор — деревня в Прилузском районе республики Коми в составе сельского поселения Объячево.

## География
Находится на левобережье Лузы на расстоянии примерно 24 км на север-северо-запад по прямой от центра района села Объячево. 

## История
Упоминается в 1859 году как Векшор (Екшор при ручье Век-Шоре). В переводе с коми «боровой ручей». В 1930 году отмечено 50 хозяйств и 264 жителя.

## Население
Постоянное население  составляло 53 человека (коми 92%) в 2002 году, 25 в 2010 .